# جسر البعيجي
جسر البعيجي، جسر كونكريتي، على نهر دجلة، في جنوب شرق مدينة بيجي، شمال محافظة صلاح الدين في العراق، يربط مدينة بيجي بقرية البعيجي، ذكرت جريدة الثورة أن جسر البعيجي العائم أُنجز سنة 1982، وظل جسراً عائماً حتى سنة 2013 حين فُككت أجزاؤه، وبني مكانه جسر كونكريتي، حيث بلغ كلفته خمسة مليارات و768 مليون دينار عراقي.  طول الجسر 55 متراً، وعرضه 15 متراً، تعبر فوقه المركبات والمشاة، وحالته جيدة حتى سنة 2019.
ويعتبر جسر البعيجي الجديد، أحد الجسور المهمة على نهر دجلة، في قضاء بيجي، شمال تكريت، إذ يربط القضاء قرية البعيجي.